# Schwefelstollen

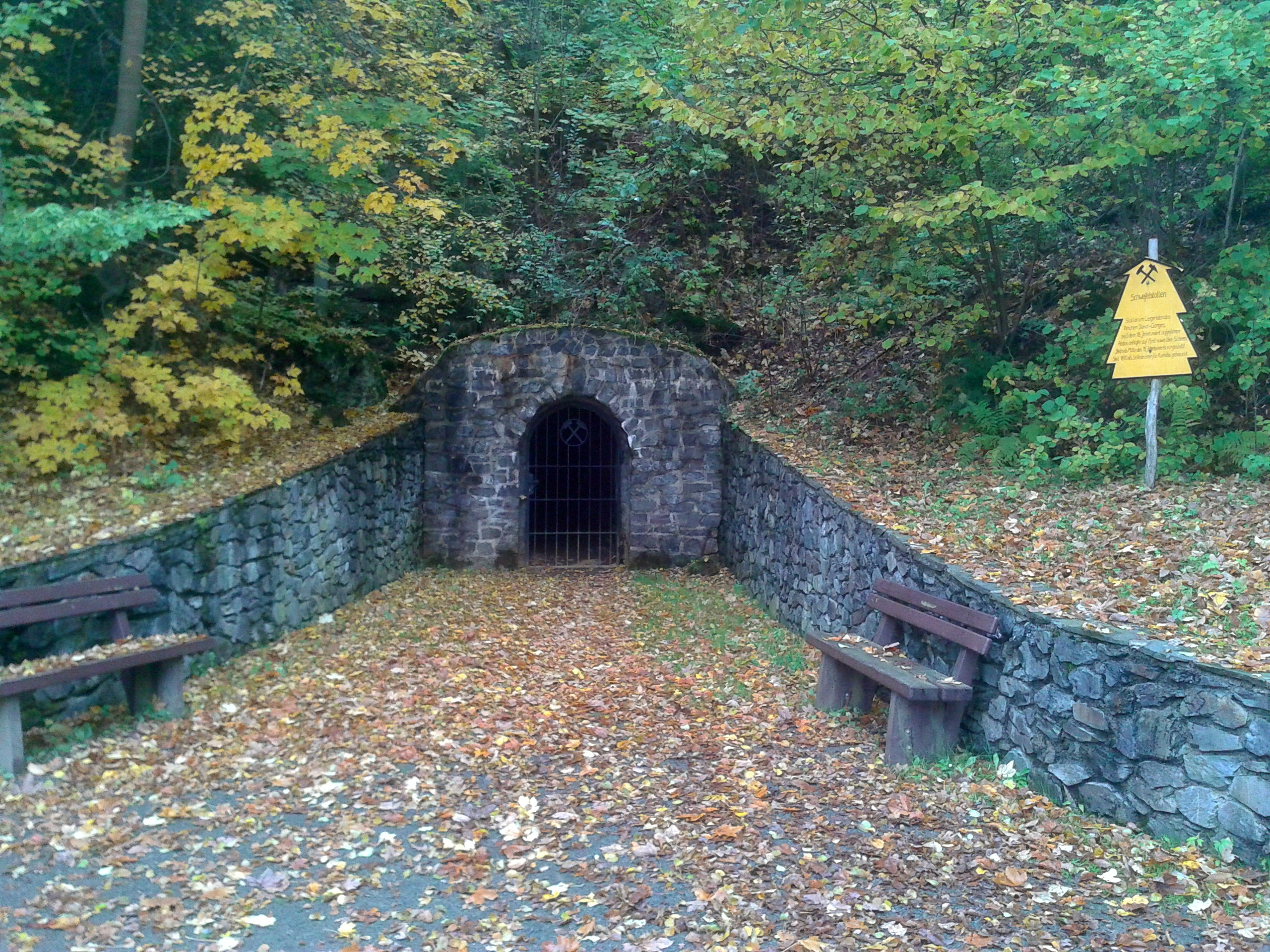
Schwefelstollen

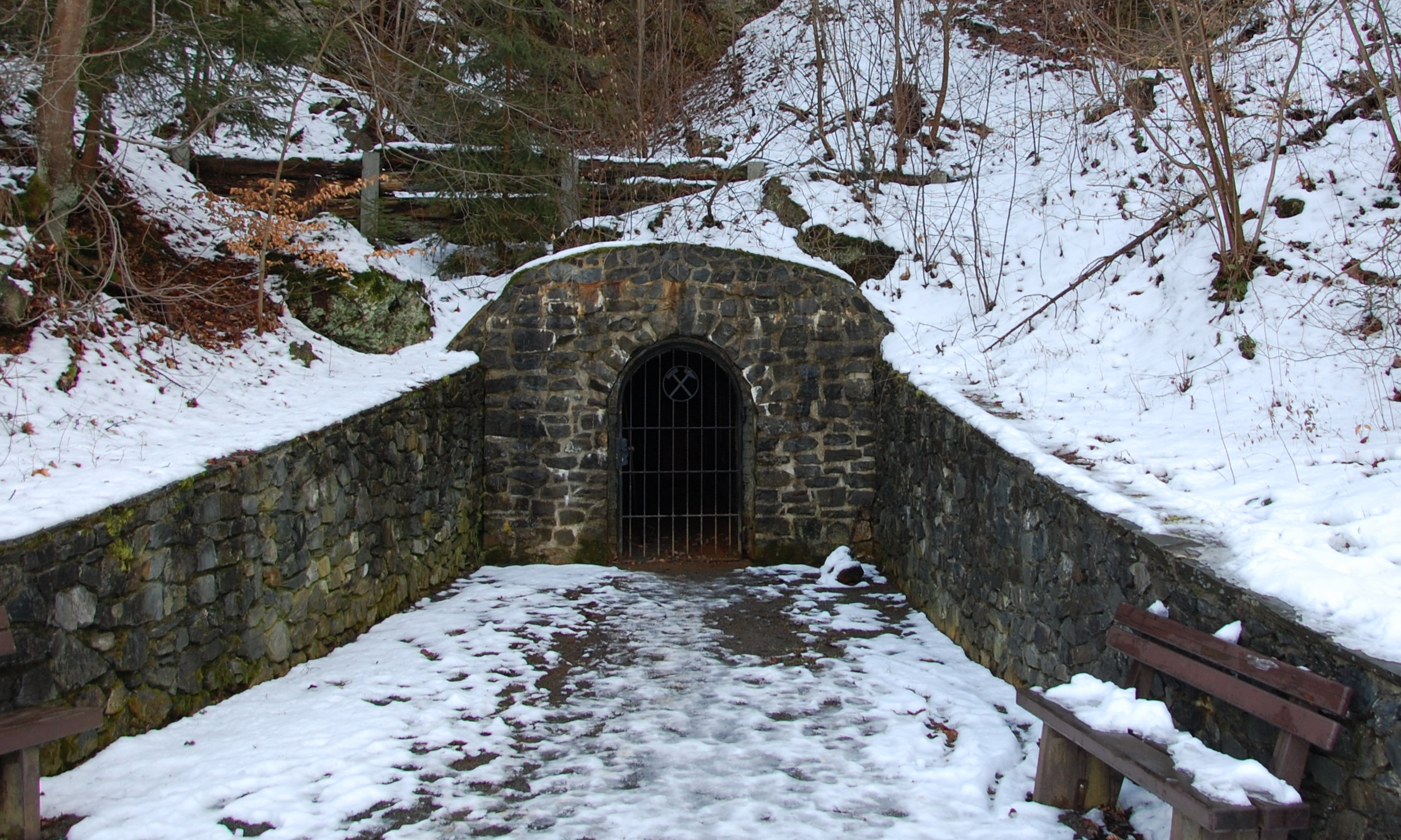
Schwefelstollen im Winter

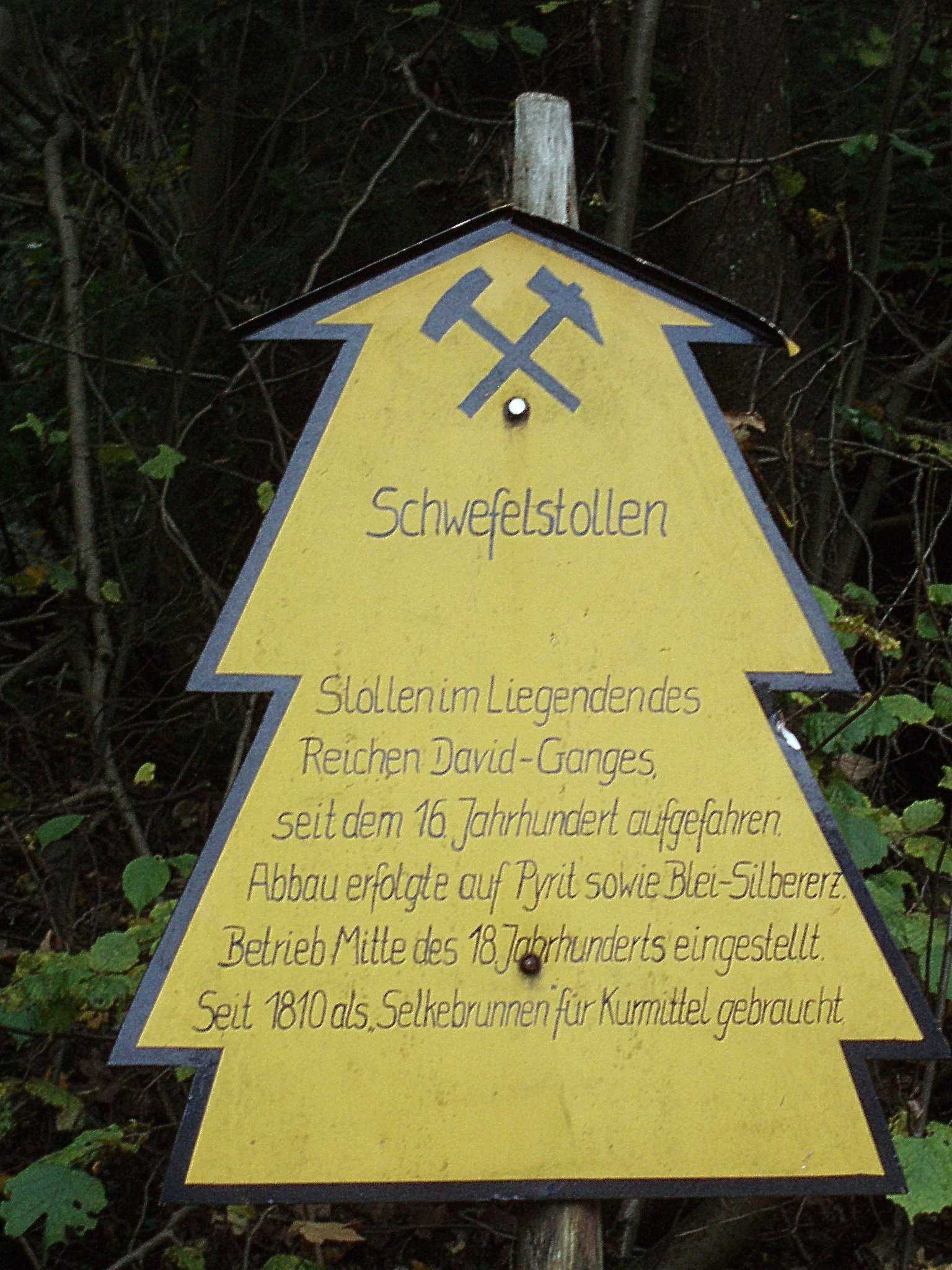
Dennert-Tanne

Der Schwefelstollen ist ein denkmalgeschützter Stollen im Harzgeröder Ortsteil Alexisbad im Harz in Sachsen-Anhalt.

## Lage
Das Mundloch des Stollens befindet sich im Selketal am rechten Selkeufer. Vor dem Stollen verläuft die Wilhelm-von-Kügelgen-Promenade. Unmittelbar vor dem Mundloch führt eine Fußgängerbrücke über die Selke auf die Kreisstraße in die Alexisbader Ortsmitte.

## Gestaltung und Geschichte
Der dem Bergbau dienende Wasserlösestollen wurde seit dem 16. Jahrhundert auf dem Reichen-David-Gang aufgefahren. Es wurden Schwefelkies und Blei-Silber-Erze abgebaut. In der Mitte des 18. Jahrhunderts wurde die Förderung eingestellt.
Aus dem Stollen trat ein stark eisenhaltiges, dunkles Wasser aus, das seit den 1760er Jahren als Heilwasser genutzt wurde.
Im örtlichen Denkmalverzeichnis ist der Schwefelstollen als Stollen eingetragen.
Am ehemaligen 3. Lichtloch befindet sich eine kreisrunde Anpflanzung von Bäumen: Die Trompel.